# Craterul Rotmistrovka
Craterul Rotmistrovka este un crater de impact meteoritic în Regiunea Cerkasî, Ucraina.

## Date generale
Craterul este de 2,7 km în diametru și are vârsta estimată la 120 ± 10 milioane ani (Cretacicul inferior). Acesta nu este expus la suprafață, fiind îngropat sub depozite sedimentare continentale și marine. Craterul conține fragmente de granit și particule de sticlă de impact, șisturi, calcare și gresii derivate din granit.